# Внуково (Орехово-Зуевский район)
Вну́ково — деревня в Орехово-Зуевском муниципальном районе Московской области. Входит в состав сельского поселения Ильинское. Население — 70 чел. (2010).

## Расположение
Деревня Внуково расположена в юго-западной части Орехово-Зуевского района, примерно в 37 км к югу от города Орехово-Зуево. Высота над уровнем моря 124 м.

## Название
Название связано с некалендарным личным именем Внук.

## История
В 1926 году деревня входила в Ильинский сельсовет Ильинской волости Егорьевского уезда Московской губернии.
До 2006 года Внуково входило в состав Ильинского сельского округа Орехово-Зуевского района.

## Население
В 1926 году в деревне проживало 348 человек (160 мужчин, 188 женщин), насчитывалось 70 хозяйств, из которых 65 было крестьянских. По переписи 2002 года — 103 человека (39 мужчин, 64 женщины).
| 1926 | 2002 | 2006 | 2010 |
| ---- | ---- | ---- | ---- |
| 348  | ↘103 | ↘96  | ↘70  |